# Alsószalatna
Alsószalatna (1899-ig Kis-Szlatina, szlovákul Slatinka nad Bebravou) község Szlovákiában, a Trencséni kerületben, a Báni járásban.

## Fekvése
Bántól 14 km-re északra fekszik.

## Története
A mai falu területén már az újkőkorban is éltek emberek. Egykori barlangi telep, a lengyeli kultúrához tartozó temetkezések, valamint a hallstatti és a puhói kultúra településének nyomait tárták itt fel.
A települést 1481-ben „Slacynka” alakban említik először, majd „Kysseb Zlathyna”, „Zlathynka” alakban említik a korabeli források. 1598-ban már későbbi magyar nevén, „Kys Zlatina” néven bukkan fel. Az összeírás szerint ekkor malom, fűrésztelep és 8 ház állt a településen. 1720-ban 7 adózója volt. 1726-ban papírmalom kezdte meg működését a faluban. 1784-ben 34 házban, 41 családban 212 lakosa élt.
A 18. század végén Vályi András így ír róla: „Nagy, és Kis Szlatina. Két tót falu Trentsén Várm. földes Uraik Gr. Kolonits, és B. Zay Uraságok, lakosaik katolikusok, és másfélék is; Kis Szlatina a’ Nagynak filiája, földgyeik termékenyek, fájok, réttyek elég van.”
1828-ban 29 háza és 343 lakosa volt. Lakói főként mezőgazdasággal és sáfránygyűjtéssel foglalkoztak. 
Fényes Elek 1851-ben kiadott geográfiai szótárában így ír a faluról: „Szlatina (Kis), tót falu, Trencsén vmegyében, a zai-ugróczi uradalomban: 253 kath., 20 evang., 7 zsidó lak., és egy papiros-malommal. Ut. p. Nyitra-Zsámbokrét.”
A trianoni békéig Trencsén vármegye Báni járásához tartozott.
A háború után lakói állattartással, favágással, gyümölcstermesztéssel, idénymunkákkal keresték kenyerüket. Fűrésztelepe is működött.

## Népessége
| Év:            | 1994. | 2004.    | 2014.    | 2024.   |
| -------------- | ----- | -------- | -------- | ------- |
| Emberek száma: | 252   | 216      | 191      | 196     |
| Eltérés:       |       | -14,28 % | -11,57 % | +2,61 % |

| Év:            | 2023. | 2024.   |
| -------------- | ----- | ------- |
| Emberek száma: | 204   | 196     |
| Eltérés:       |       | -3,92 % |

1910-ben 471, túlnyomórészt szlovák anyanyelvű lakosa volt.
2001-ben 221 lakosából 219 szlovák volt.
2011-ben 200 lakosából 195 szlovák volt.
2021-ben 198 lakosából 192 (+1) szlovák, 2 (+1) egyéb és 4 ismeretlen nemzetiségű volt.